# 柳政厚
柳政厚（： Yoo Jung-hoo，1997年10月27日—），韓國男演員，隸屬於Artist Company。2022年以網絡劇《壞女友》（배드걸프렌드）出道，飾演郭賢宇一角，隨後參演多部電視劇與電影，包括《清潭國際高等學校》、《榴蓮小姐》、《奇怪的她》及《我的女友比我帥》等，憑藉自然真摯的演技逐漸獲得關注。

## 早年生活及教育
柳政厚於1997年10月27日出生於南韓，具體出生地點未公開。他畢業於崇實大學，主修科目未公開，但據悉並非表演相關科系。他在大學期間培養了對演藝事業的興趣，後於2022年正式進入演藝圈。

## 職業生涯

### 2022年：出道
2022年，柳政厚在網絡劇《壞女友》（배드걸프렌드）中首次亮相，飾演郭賢宇，該角色是主角楊智秀的多年好友，知曉其感情糾葛。他將該劇視為演藝生涯的起點，透過角色探索表演技巧，並憑藉真摯的演出獲得觀眾好評。同年，他在網絡劇《新戀愛播放列表》（뉴연애플레이리스트）中飾演朴禱閏，進一步展現其在青春劇中的潛力。

### 2023年至今：多樣化發展
2023年，柳政厚參演電視劇《清潭國際高等學校》，飾演李願望。同年，他在奇幻劇《榴蓮小姐》中分飾段登明與朴言兩角，成功詮釋跨越時空的角色，獲得正面評價。
2024年，他在劇集《奇怪的她》中飾演年輕時的朴甲勇——朴俊，並在電影《侵犯》中擔任配角。
2025年，柳政厚主演改編自人氣網絡漫畫的浪漫喜劇《我的女友比我帥》，飾演金至勳，該角色因家族基因導致性別轉換，挑戰其喜劇與情感戲的表演能力。

## 影視作品

### 電視劇
| 年份 | 電視台        | 作品名稱                                 | 角色                   | 備註          |
| ---- | ------------- | ---------------------------------------- | ---------------------- | ------------- |
| 2022 | KokTV（콬TV） | 《壞女友》（배드걸프렌드）               | 郭賢宇                 | 網絡劇，配角  |
| 2022 | Playlist      | 《新戀愛播放列表》（뉴연애플레이리스트） | 朴禱閏                 | 網絡劇，主演  |
| 2023 | Wavve         | 《清潭國際高等學校》                     | 李願望                 | 主演（第1季） |
| 2023 | TV朝鮮        | 《榴蓮小姐》                             | 段登明／朴言           | 主演          |
| 2024 | KBS 2TV       | 《奇怪的她》                             | 朴俊（年輕時的朴甲勇） | 配角          |
| 2025 | KBS 2TV       | 《我的女友比我帥》                       | 金至勳（至恩男性外貌） | 主演          |

### 電影
| 年份 | 作品名稱 | 角色 | 備註 |
| ---- | -------- | ---- | ---- |
| 2025 | 《侵犯》 |      | 配角 |

## 外部連結
- 官方网站 
- 柳政厚的Instagram帳戶
- 柳政厚在互联网电影资料库（IMDb）上的資料（英文）